# بنك وقفي
بنك وقفي أو البنك الوقفي هو بنك غير ربحي من حيث الأصل يحقق مقاصد الوقف بشكل أشمل، ويعمل وفق النظام والأدوات والضمانات المصرفية المتعارف عليها، وتجميع الأوقاف الصغيرة والمتفرقة في كيان جامع حيث قد لا يتيسر استثمارها منفردة.

## نماذج من البنك الوقفي

### بنك الأوقاف
تأسس عام 1954م برأس مال 50 مليون ليرة تركية، وأصبح عام 2013م سابع أكبر بنك في تركيا من حيث حجم الأصول، ويخضع لأحكام القانون الخاص.

### البنوك التعاونية
منشاة رسمية تعاونية غير حكومية هادفة للربح، وتقدم خدمات مصرفية للأعضاء بإجراءات ميسرة وقد نشأت في بعض الدول العربية كالبحرين والسودان.

### بنك الخير في البحرين
تأسس عام 2004م برأس مال قدره 200مليون دولار وقد حقق أرباحا صافية في النصف الأول من عام 2011م تبلغ 3 ملايين دولار.

### الأسهم الوقفية في السودان
بدأت في عام 1989م هيئة الأوقاف في السودان بحصر كل الأوقاف وتوثيقها ووضعت الخطط لتنمية الأوقاف بتجربة الأسهم الوقفية برأس مال 3 مليارات جنيه سوداني ولم يمض وقت طويل حتى استطاعت الشركة الوقفية إنشاء العديد من العقارات الوقفية الحديثة لتقديم الدعم لمؤسسات التعليم والجمعيات الخيرية ومنح المساعدات للفقراء.

## استثمار ريع البنك الوقفي
تستثمر أموال البنك الوقف بالصيغ المشروعة الملائمة لنوع المال الموقوف بما يحقق مصلحة الوقف وبما يحافظ على الأصل الموقوف، ومصالح الموقوف عليهم، جاء في توصيات منتدى الوقف الأول (يجب استثمار الأصول الوقفية سواء كانت عقارا أو منقولة ما لم تكن موقوفة للانتفاع المباشر بأعيانها).

## رأس مال البنك الوقفي
يتكون رأس مال البنك الوقفي من الأوقاف الحكومية، والأوقاف المؤسسية كأوقاف الجمعيات والمؤسسات الخيرية، وما يتبع وزارة الأوقاف من أوقاف، وأوقاف الأفراد، والوصايا التي يقصد بها الوقف، وتعتمد البنوك الوقفية على الودائع الوقفية وفقا لما هو متعارف عليه في الودائع المصرفية، تصب هذه الودائع في حسابات خاصة بالزبائن ويتم استثمارها في مشاريع البنك الوقفي، وما يرجع من استثمارها من أرباح يصرف بحسب ذئ، أو بحسب الهدف من إنشاء البنك.